# Frank Leistra
Frank Jan Anton Leistra (Delft, 1 april 1960) is een Nederlandse hockeydoelman. Hij speelde 159 officiële interlands (0 doelpunten) voor de Nederlandse hockeyploeg. Hij nam tweemaal deel aan de Olympische Spelen en won hierbij één medaille.
De vlotgebekte doelman speelde in zijn jeugd bij HTCC en vervolgens bij Tilburg. Hij maakte zijn debuut voor Oranje op 1 juni 1985, in het duel Nederland-Schotland (5-0). Hij won met het Nederlands elftal onder meer de wereldtitel in 1990. Twee jaar later, na de voor de hockeyers teleurstellend verlopen Olympische Spelen van Barcelona (vierde plaats), nam hij afscheid als international.
Het daaropvolgende jaar stopte hij, na acht seizoenen, met het spelen van tophockey in de hoofdklasse. Als keeperstrainer en assistent-trainer, onder meer bij Hockeyclub 's-Hertogenbosch en Oranje Zwart, bleef de in Eindhoven woonachtige Leistra daarna wel actief in de hockeysport.
Marc Benninga · 
Floris Jan Bovelander · 
Jacques Brinkman · 
Maurits Crucq · 
Marc Delissen · 
Cees Jan Diepeveen · 
Patrick Faber · 
Taco van den Honert · 
Ronald Jansen · 
René Klaassen · 
Hendrik Jan Kooijman · 
Jan Hidde Kruize · 
Frank Leistra · 
Erik Parlevliet · 
Gert Jan Schlatmann · 
Tim Steens ·
Coach: Hans Jorritsma
Floris Jan Bovelander · 
Jacques Brinkman · 
Marc Delissen · 
Cees Jan Diepeveen · 
Pieter van Ede · 
Maarten van Grimbergen · 
Taco van den Honert · 
Leo Klein Gebbink · 
Hendrik Jan Kooijman · 
Harrie Kwinten · 
Frank Leistra · 
Bart Looije · 
Wouter van Pelt · 
Bastiaan Poortenaar · 
Stephan Veen · 
Gijs Weterings ·
Coach: Hans Jorritsma